# Étapisme
L'étapisme est un courant de l'idéologie souverainiste québécoise qui prône que la souveraineté du Québec se fasse par le biais d'un référendum. Il s'oppose au courant de l'élection référendaire qui revendique que l'accession au pouvoir d'un parti souverainiste soit suffisante pour déclarer l'indépendance du Québec.
L'étapisme a été élaboré par le péquiste Claude Morin dans les années 1970 et fut ensuite adopté par René Lévesque et le Parti québécois,.
Les partisans de l'étapisme sont appelés les « étapistes ». Les étapistes sont souvent opposés aux militants plus fermes du mouvement souverainiste, les purs et durs.

## Démarche étapiste
Le nombre d'étapes de l'étapisme peut varier selon les auteurs. Lucien Bouchard parlait en plus de conditions gagnantes. La démarche étapiste ressemble actuellement à ceci :

### Formation d'un parti politique souverainiste
Le Parti québécois a été créé en 1968 après la fusion du Mouvement Souveraineté-Association et du Ralliement national. Cette étape donc est déjà accomplie, pour la majorité des partisans indépendantistes. Toutefois, le mouvement sécessionniste s'est récemment scindé avec la création de Québec solidaire, du Parti République du Québec et du Parti unitaire du Québec.

### Élection duParti québécois
Le PQ a été élu pour la première fois en 1976, après des défaites en 1970 et 1973. Il a été réélu en 1981 mais il a été défait en 1985. Il revient au pouvoir en 1994 puis en 1998, mais il est battu à nouveau en 2003.

### Élection duBloc québécois
Le Bloc se fait connaître en 1990 lors de la signature de l'accord du lac Meech. Il est censé faciliter les négociations post-référendaires. Sa fonction à Ottawa a depuis été remise en question, même s'il a pu remporter un plus grand nombre de circonscriptions québécoises que le Parti libéral du Canada.

### Victoire dans un référendum sur lasouveraineté-association
Le PQ a tenu deux référendums. Il a perdu le référendum de 1980 avec 40 % pour le Oui et il a perdu le référendum de 1995 avec 49,4 % pour le Oui (chiffres officiels). La loi sur la clarté référendaire de 2000 exige de plus qu'une majorité claire de répondants donne leur appui pour que le suffrage ait l'aval de la cour suprême du Canada. Les négociations avec le gouvernement canadien doivent durer un an ou deux, et si elles échouent, le Québec déclare unilatéralement l'indépendance.

### Appui international
Toujours selon l'étapisme, un appui international à la souveraineté permettrait de consolider un État de fait, ce qui éviterait des tractations éventuelles à l'ONU et l'émigration massive des hommes d'affaires et des anglophones. La France d'Édouard Balladur et de Jacques Chirac avait promis un transfert massif de capitaux au nouveau Président Jacques Parizeau. Les États-Unis se sont montrés méfiants à ce projet. Lévesque avait de bonnes relations avec Jesse Helms, mais Bill Clinton était opposé à l'idée de «petites nations» et vint visiter le premier ministre Jean Chrétien au Mont-Tremblant en 1999 pour lui donner son appui sur la question. Howard Dean, gouverneur du Vermont, avait parlé d'une non-intervention sur la question.

## Stratégies antérieures
Dans les années 1950, l'alliance laurentienne de Raymond Barbeau percevait la souveraineté sous l'angle de la décolonisation menée dans les pays africains. Son inspiration est révolutionnaire comme celle du Rassemblement pour l'indépendance nationale (RIN) qui a été dirigé par les militants Pierre Bourgault, André d'Allemagne, Andrée Ferretti et Guy Pouliot. 

## Remises en question
Dans le camp souverainiste, plusieurs se sont montrés exaspérés avec la stratégie étapiste qui a été votée il y a plus de trente ans, en 1973. Robert Laplante a signé un long texte anti-étapiste dans sa revue L'Action Nationale. Jacques Parizeau a suivi en publiant une longue lettre dans La Presse. Pour ceux-ci, les négociations avec le Canada et les référendums ne sont plus nécessaires : le Parti québécois n'aura plus qu'à déclarer l'indépendance aussitôt réélu, le mandat pour faire la souveraineté étant allégé.
En 2008, Bernard Landry appuie toujours fermement l'étapisme, mais le reste de son parti ne l'appuie pas avec autant de fermeté. À l'opposé du spectre, un appel aux armes avait été lancé par Raymond Villeneuve, président du Mouvement de Libération Nationale du Québec. Les prédictions politiques sur les chances d'une réussite éventuelle de l'étapisme ont été difficiles à effectuer sous le gouvernement de Jean Charest.
En 2010, le militant et journaliste péquiste Pierre Schneider fonde avec Danièle Fortin le Comité National Républicain et il reproche vivement aux dirigeants du parti de ne jamais avoir fait la promotion de la République du Québec. Il leur reproche aussi de prêter le serment d'allégeance à la Reine. Et il propose de renoncer aux référendums piégés et volés en remplaçant cette démarche par l'adoption d'une constitution québécoise républicaine qui serait par la suite ratifiée par la population afin de proclamer l'indépendance du Québec.